# Bracharoa
Bracharoa is een geslacht van vlinders van de familie spinneruilen (Erebidae), uit de onderfamilie Lymantriinae.

## Soorten
- B. bistigmigera Butler, 1896
- B. charax (Druce, 1896)
- B. dregei (Herrich-Schäffer, 1854)
- B. impunctata de Joannis, 1913
- B. impurata de Joannis, 1913
- B. mixta (Snellen, 1872)
- B. paupera Hering, 1926
- B. quadripunctata (Wallengren, 1875)
- B. ragazzii Berio, 1936
- B. reducta Hering, 1926
- B. tricolor (Herrich-Schäffer, 1856)